# Jessica Parker Kennedy

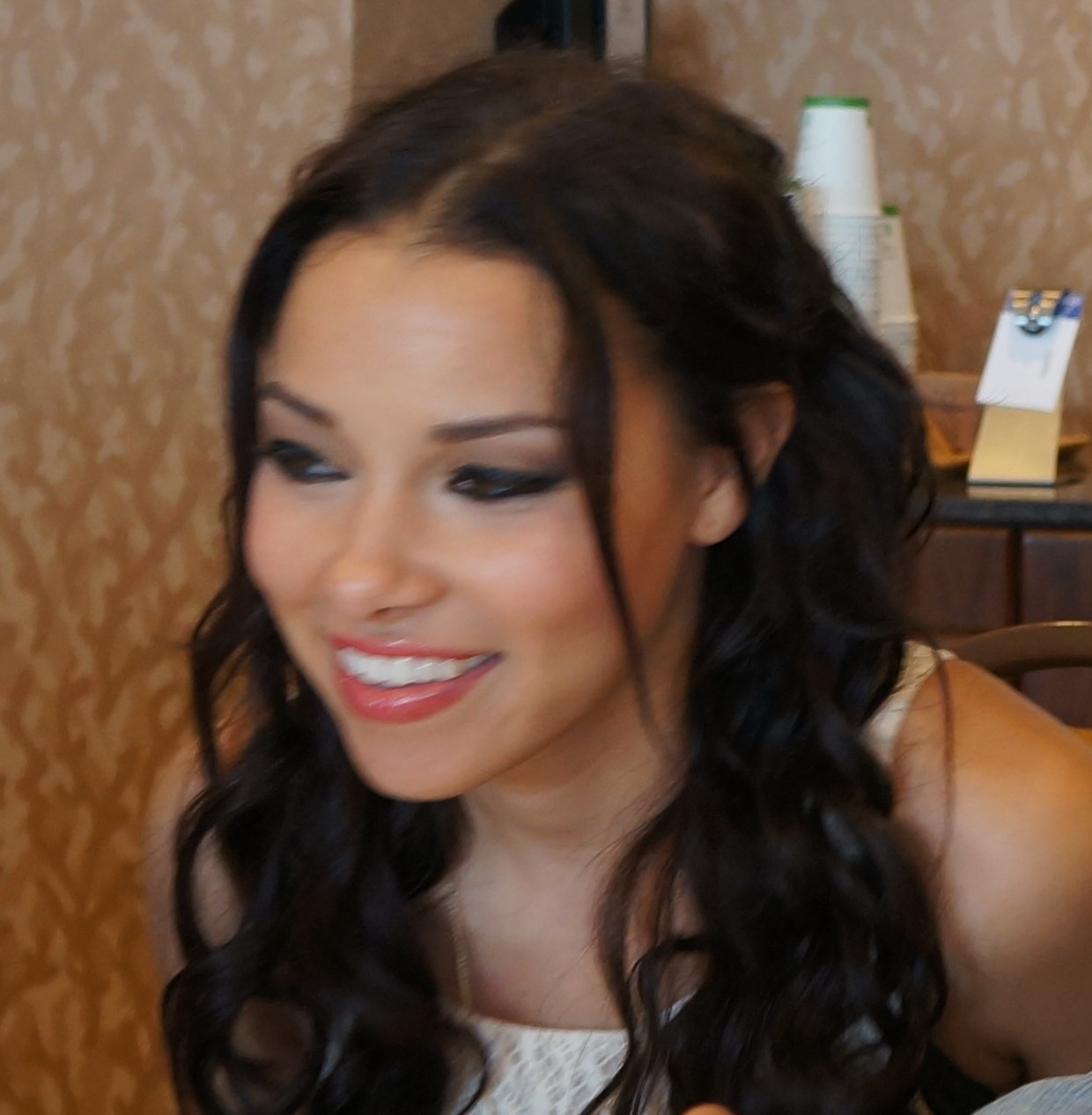
Jessica Parker Kennedy (2013)

Jessica Parker Kennedy (* 3. Oktober 1984 in Calgary, Alberta) ist eine kanadische Schauspielerin. Sie ist vor allem bekannt für ihre Rolle der Plastique in Smallville und der Rolle der Melissa Glaser in The Secret Circle.

## Leben und Karriere
Jessica Parker Kennedy wurde am 3. Oktober 1984 in Calgary in der kanadischen Provinz Alberta geboren. Ihre Schauspielkarriere begann sie im Jahr 2006 in dem Film Santa Baby und in dessen Fortsetzung Santa Baby 2. 2008 war sie an der Seite von Selena Gomez und Jane Lynch in dem Film Another Cinderella Story als Tami zu sehen. Es folgte die wiederkehrende Rolle der Bette Sans Souci oder auch Plastique genannt in Smallville. Danach folgten weitere Gastauftritte in Troop – Die Monsterjäger, Lie to Me, Brothers & Sisters, V – Die Besucher und Fairly Legal. 2009 war sie in der MTV-Serie Valemont als Beatrice Grandville zu sehen.
Eigentlich sollte sie 2010 die jüngere Schwester von Samantha Bloom in der J. J. Abrams-Serie Undercovers spielen, wurde jedoch dann von Mekia Cox ersetzt. Ein Jahr später war sie außerdem in den Filmen 50/50 – Freunde fürs (Über)Leben und In Time zu sehen. Von September 2011 bis Mai 2012 hatte sie die Hauptrolle der Melissa Glaser in der The-CW-Mysteryserie The Secret Circle inne.

## Filmografie (Auswahl)
- 2006: Santa Baby (Fernsehfilm)
- 2008: Another Cinderella Story
- 2008–2010: Smallville (Fernsehserie, 3 Episoden)
- 2009: Valemont (Fernsehserie, 33 Episoden)
- 2009: Santa Baby 2 (Santa Baby 2: Christmas Maybe, Fernsehfilm)
- 2009–2010: Troop – Die Monsterjäger (The Troop, Fernsehserie, 2 Episoden)
- 2010: Lie to Me (Fernsehserie, Episode 3x06)
- 2010: Brothers & Sisters (Fernsehserie, Episode 5x08)
- 2010: V – Die Besucher (V, Fernsehserie, Episode 1x07)
- 2011: Fairly Legal (Fernsehserie, Episode 1x01)
- 2011: 50/50 – Freunde fürs (Über)Leben (50/50)
- 2011: Der jüngste Tag – Das Ende der Menschheit (Collision Earth)
- 2011: In Time – Deine Zeit läuft ab (In Time)
- 2011: Behemoth – Monster aus der Tiefe (Behemoth)
- 2011–2012: The Secret Circle (Fernsehserie, 20 Episoden)
- 2012–2013: 90210 (Fernsehserie, 6 Episoden)
- 2013: Hochzeit ohne Ehe (Nearlyweds)
- 2014–2017: Black Sails (Fernsehserie, 34 Episoden)
- 2015: The Perfect Guy
- 2017: Ransom (Fernsehserie, Episode 1x05)
- 2017: Tales (Fernsehserie, 2 Episoden)
- 2017: Lethal Weapon (Fernsehserie, Episode 1x10)
- 2017: Colony (Fernsehserie, 5 Episoden)
- 2017: Supergirl (Fernsehserie, Episode 3x08)
- 2017: Another Kind of Wedding
- 2018: Cam
- 2018: Deep Murder
- 2018–2023: The Flash (Fernsehserie, 35 Episoden)
- 2019: Business Ethics
- 2020: Acting for a Cause (Fernsehserie, Episode 3x02)
- 2021: See for Me
- 2022–2024: The Old Man (Fernsehserie, 2 Episoden)
- 2023: I Think You Should Leave with Tim Robinson (Fernsehserie, 2 Episoden)
- 2023: Under the Christmas Sky (Fernsehfilm)
- 2023: Percy Jackson: Die Serie (Percy Jackson and the Olympians, Fernsehserie, Episode 1x03)
- 2024: Good Bad Things
- 2024: Camera